# Knäbäckskapellet
Knäbäckskapellet, även Sankt Nikolai kapell, är ett kapell vid stranden i Knäbäckshusen. Det tillhör Rörums församling i Lunds stift.
Kapellet är inrett i en ålabod som flyttades dit 1958 av kyrkoherde Albert Lindberg i samband med att resten av byn flyttade till sin nuvarande placering. Det används som säsongskyrka för bland annat dop och vigsel. Tidigare förekom även en regelbunden sommargudstjänsthållning med mässor varje söndag under sommaren.

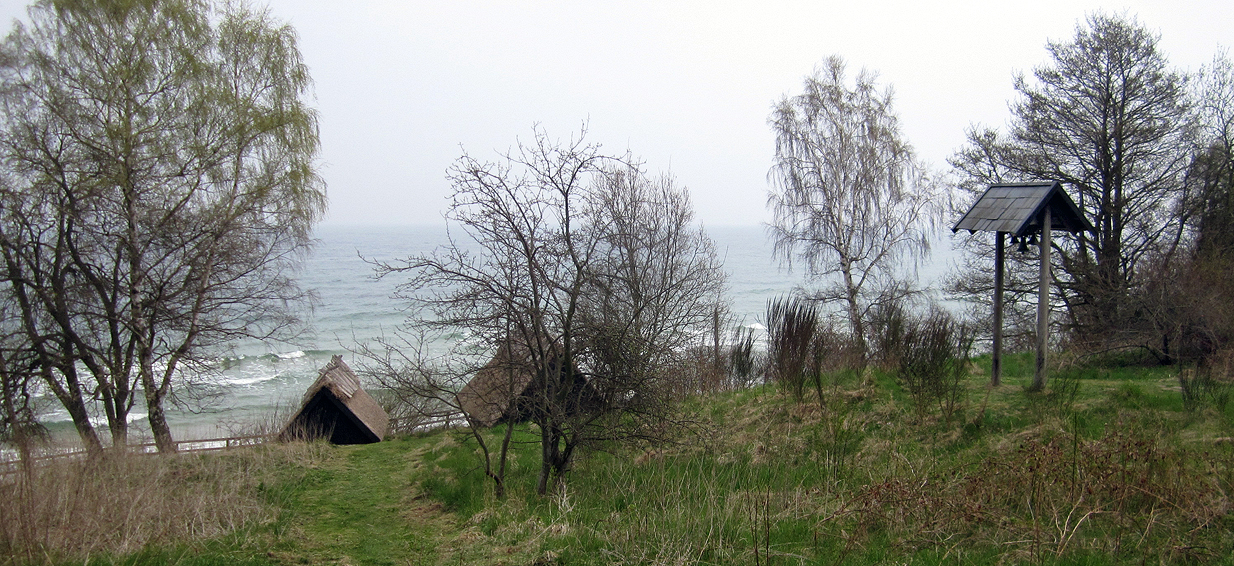
Knäbäckskapellet med klockstapeln är beläget högt upp på en brant, med utsikt över Hanöbukten.
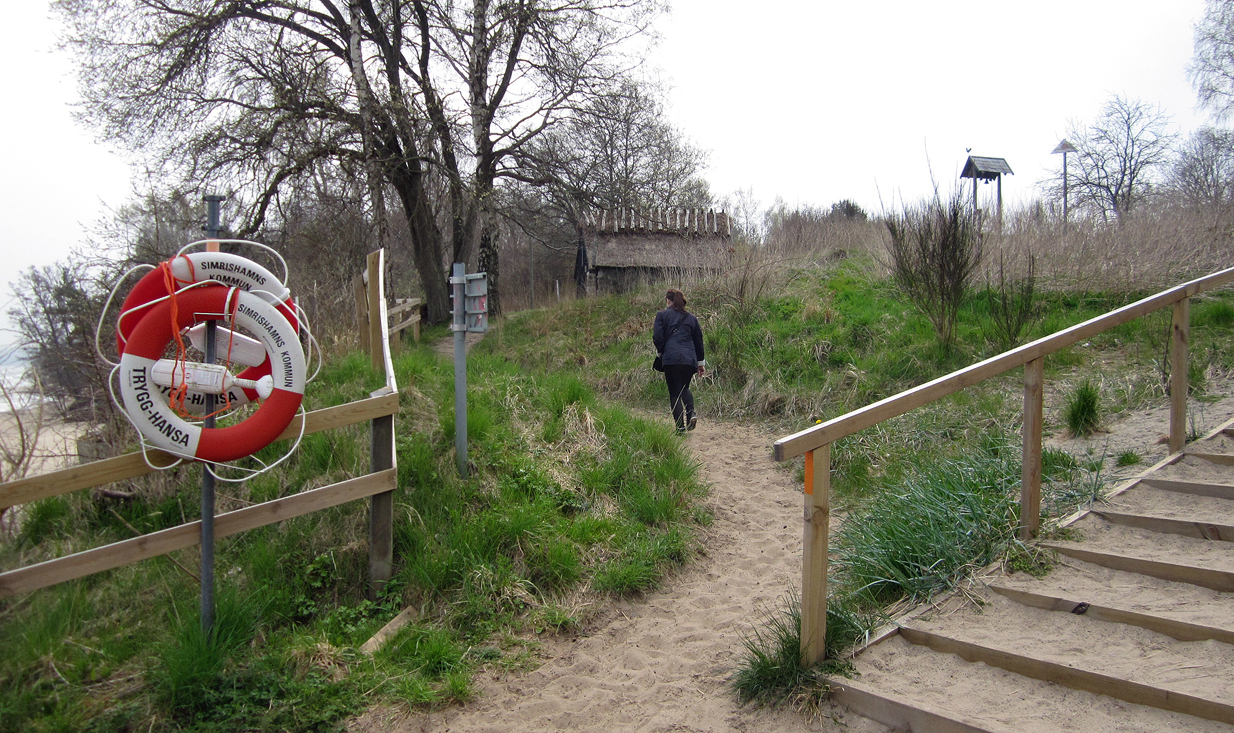
Stigen upp till kapellet.